# Kiryu
Kiryu (桐生市 -shi) é uma cidade japonesa localizada na província de Gunma.
Em 2003 a cidade tinha uma população estimada em 112 690 habitantes e uma densidade populacional de 819,74 h/km². Tem uma área total de 137,47 km².
Recebeu o estatuto de cidade a 1 de março de 1921.

## Cidades-irmãs
- Columbus, EUA
- Biella, Itália
- Naruto, Japão
- Hitachi, Japão